# Танский, Владимир Александрович
Владимир Александрович Танский (род. 20 марта 1940, Днепропетровск, СССР) — советский и украинский футболист, тренер и футбольный функционер. Заслуженный тренер Украинской ССР. Наиболее известен как главный тренер футбольного клуба «Таврия» (Симферополь), который под его руководством добился победы в Первенстве СССР среди команд первой лиги.

## Биография
Родился в Днепропетровске, где начал свою футбольную карьеру. Выступал за команды «Металлург» / «Днепр» (Днепропетровск), «Днепровец», «Таврия» (Симферополь).
В 1958—1961 годах провёл 63 матча и забил 6 мячей за «Днепр». В составе «Металлурга» (1960) сыграл 17 матчей и забил 2 гола. В 1965—1967 годах защищал цвета «Таврии», проведя 46 матчей и забив 6 мячей.
После завершения игровой карьеры перешёл на тренерскую работу. В 1980—1982 годах был тренером ФК «Таврия», а с 1983 по 1985 год — начальником команды. Под его руководством команда стала победителем Первой лиги СССР 1980 года и вышла в высший дивизион, где продержалась 1 сезон. За достижения в футболе получил звание заслуженного тренера УССР.
Позже работал в клубе «Кривбасс», а затем вернулся в Крым в ФК «Таврия». После окончания тренерской карьеры Танский проживал в Крыму. Перенёс тяжёлый инсульт с кровоизлиянием в мозг, после которого мог произносить только отдельные фразы. В последние годы проживает в Германии.